# بيت نسميث غراهام
كانت بيت نسميث غراهام (23 مارس 1924 - 12 مايو 1980) كاتبة أمريكية وفنانة تجارية ومخترعة ليكود الورق (سائل التصحيح). وهي والدة الموسيقار والمنتج مايكل نسميث من فرقة المونكيز.

## السيرة الذاتية
ولدت «غراهام» بيت كلاير ماكموراي في دالاس بتكساس، والدها جيسي ماكموري، وهو مدير شركة لتوريد للسيارات، ووالدتها كريستين دوفال. ترعرعت في سان أنطونيو وتخرجت من مدرسة آلامو هايتس الثانوية.  تزوجت من وارين أودري نسميث (1919-1984) قبل أن يغادر للقتال في الحرب العالمية الثانية. بينما كان في الخارج كان لديها طفل (روبرت مايكل نسميث، من مواليد 30 ديسمبر 1942). بعد عودة وارين نسميث، انفصلا عام 1946. توفي والدها في أوائل الخمسينيات، وترك بعض ممتلكاته في دالاس إلى بيت. انتقلت هي وأمها وأختها وابنها مايكل إلى هناك. لتدعم نفسها كأم عزباء، عملت سكرتيرة في بنك تكساس وأمينة. وفي النهاية حصلت على منصب السكرتير التنفيذي، وهو أعلى منصب مفتوح في ذلك الوقت للنساء في هذه المجال.
كان من الصعب محو الأخطاء التي ترتكبها آلات الكاتبة الكهربائية، والتي تسبب الكثير من المشاكل. من أجل كسب المزيد من المال، استغلت موهبتها الفنية أثناء العطلة في البنك. قالت، «بالكتابة، الفنان لا يصحح أبدا عن طريق المحو، ولكن دائما يرسم على الخطأ. لذلك قررت استخدام ما يستخدمه الفنانون. وضعت بعض التمبرا على الماء في زجاجة وأخذت فرشاة مائية استخدمتها لتصحيح أخطائي».
استخدمت غراهام الطلاء الأبيض السري للتصحيح لمدة خمس سنوات، حيث قامت ببعض التحسينات بمساعدة من مدرّس كيمياء ابنها في مدرسة توماس جيفرسون الثانوية ‏ في دالاس. وقد نبهها بعض الرؤساء ضد استخدامها، لكن زملاء العمل قاموا بتشجيعها لاستخدامه. وبدأت في نهاية المطاف بتسويق سائل التصحيح الخاص بها في آلة الكاتبة كـ «مصحح الأخطأ» في عام 1956. وتغير اسمها لاحقًا إلى شركة ليكود الورق عندما بدأت شركتها الخاصة.
بدأت «تصحيح الأخطاء» العمل في الستينيات بخسارة صغيرة، مع مضاعفة منزل نسميث كمقر للشركة. ومع تحول المنتج إلى أداة لا غنى عنها لتجارة السكرتارية، قامت السيدة نسميث بنقل الإنتاج والشحن من مطبخها إلى هيكل معدني محمول في الفناء الخلفي لمنزلها، حيث كانت تتمحور منتجات التعبئة والتغليف والشحن والإنتاج.
تزوجت بيت نسميث من روبرت غراهام في عام 1962 ؛ انضم إليها في إدارة الشركة. وانفصلا في عام 1975.
باعت شركة ليكود الورق إلى شركة جيليت مقابل 47.5 مليون دولار أمريكي في عام 1979. وفي ذلك الوقت، استخدم شركتها 200 شخص وتم تصنيع 25 مليون زجاجة من ليكود الورق سنويًا.
توفيت بيتي نسميث في 12 مايو 1980، عن عمر يناهز 56 عامًا، في ريتشاردسون (تكساس).

## أسلوب الإدارة
منذ البداية، كانت غراهام تدير شركتها بمزيج فريد من الروحانية، والمساواة، والاستشراف العملي. أثارتها الميثودية، وتحولت غراهام إلى العلوم المسيحية في عام 1942، وألهم هذا الإيمان تطوير بيان السياسة الخاص بالشركة.
كان جزء من الأخلاق والتأكيد على جودة المنتج هو دافع الربح. وأعربت عن اعتقادها أيضا أن النساء يمكن أن يجلبن نوعية أكثر رعاية وإنسانية إلى عالم الأعمال أكثر من الذكور، وفعلت ذلك بنفسها عن طريق إدراج مكتبة الموظفين، ومركز رعاية الأطفال في مقر الشركة الجديد في عام 1975.

## الإرث
ابنها الوحيد، الموسيقار مايكل نسميث (المعروف أكثر كعضو في فرقة المونكيز)، ورث نصف ملكية أمه أكثر من 50 مليون دولار. وقد تم تمويل جزء من مؤسسة جيهون التي أسست مجلس الأفكار، خلية تفكير وهو مركز أبحاث يضم مركزًا لذوي الاحتياجات الخاصة يقع شمال مدينة سانتا فيه (نيو مكسيكو) نشطت من عام 1990 إلى عام 2000 وتكرس لاستكشاف مشاكل العالم.